# Acholis
Acholi ou acoli é um grupo étnico nilo-saariano que habita o norte da Uganda e o Sudão do Sul; possui uma língua também chamada acholi.